# Каменский, Борис Сергеевич
Борис Сергеевич Каменский (15 ноября 1870, Николаев, Российская империя — 21 сентября 1949) — русско-французский скрипач и музыкальный педагог.

## Биография
Концертировал с девятилетнего возраста. Был замечен Эженом Изаи, давшим юному музыканту несколько уроков, затем учился в Санкт-Петербургской консерватории у Леопольда Ауэра, занимаясь также в классе камерного ансамбля под руководством самого Антона Рубинштейна.
Позднее совершенствовался в Берлине у Йозефа Иоахима.
В 1896—1910 гг. был первой скрипкой Квартета герцога Мекленбургского — одного из наиболее значительных камерных ансамблей России; был также концертмейстером оркестра Императорского Русского музыкального общества.
Некоторое время жил в Санкт-Петербурге в Толстовском доме.
После революции 1917 года эмигрировал во Францию.
Преподавал в Русской консерватории в Париже и давал частные уроки; среди учеников Каменского были такие заметные музыканты, как Мишель Оклер, Гансхайнц Шнеебергер, Кристиан Ферра.